# Torre de la Plantaz
Der Torre de la Plantaz oder Torre de la Plantà, auch Tour de la Plantaz, ist die Ruine eines alten Beobachtungsturms vom Burgentypus eines Festen Hauses in der Ebene zwischen den Gemeinden Gressan und Jovençan im Aostatal, etwa 5 Minuten Fußweg entfernt vom Castello di Tour de Villa. Wegen Einsturzgefahr ist der Turm nicht öffentlich zugänglich.

## Geschichte
Während die Funktion des Turms klar scheint – er wurde zur Überwachung der Straße über die Ebene über die Dora Baltea gebaut –, sind sein Ursprung und die Zeit seines Baus unbekannt.

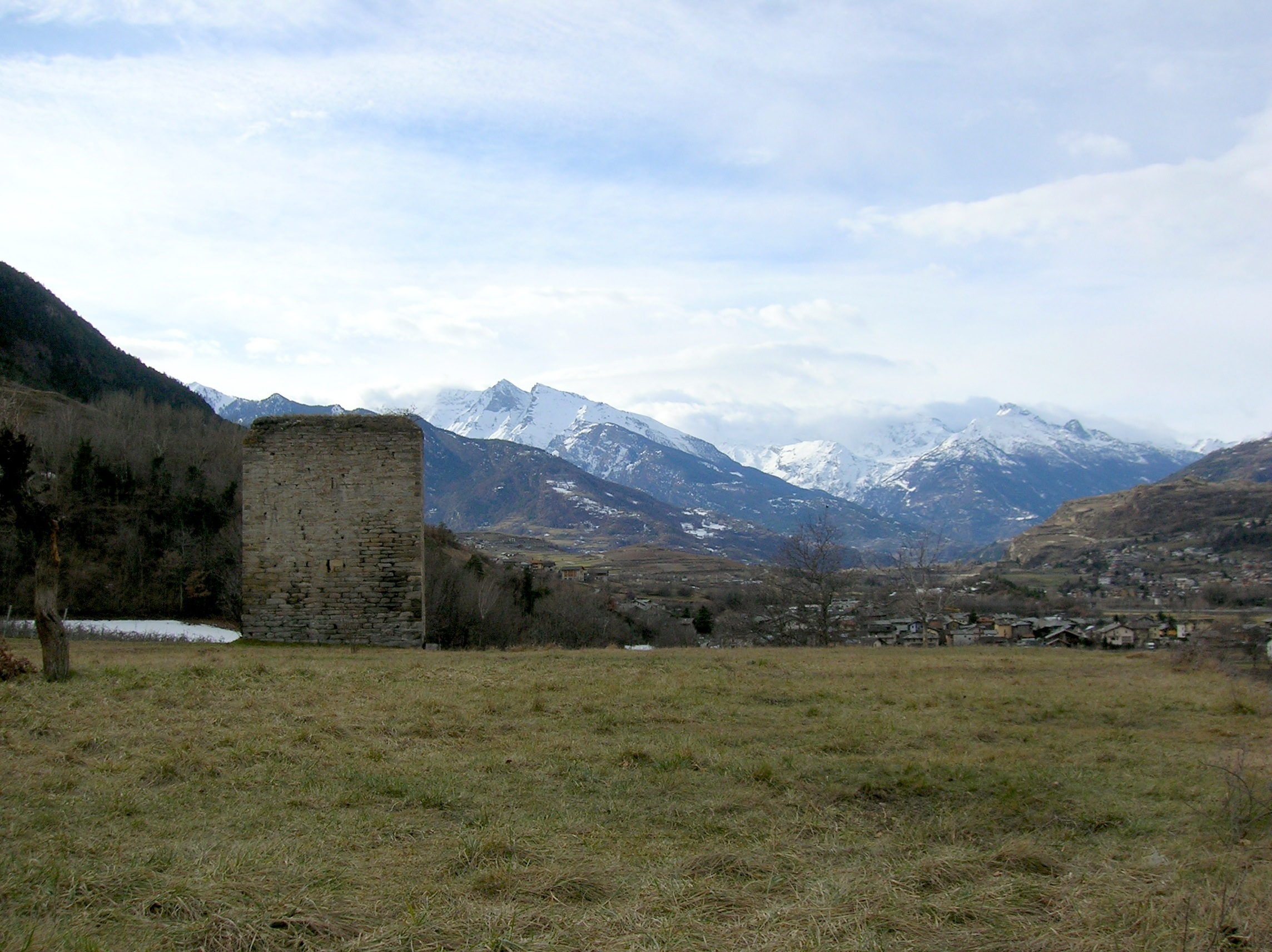
Panorama und Südostfassade des Turms

Laut Giuseppe Giacosa, der ihn „Torre La Pianta“ nennt, wurde er im 11. Jahrhundert errichtet, während Carlo Nigra den Bauzeitraum auf das 12. Jahrhundert datiert und den Bau der Familie De Plantata aus dem Aostatal zuschreibt, von der er seinen Namen erhalten hätte.
Eine Hypothese von Lange Guglielmo, die keine Bestätigung gefunden hat, möchte die Eigenschaften des Turms La Plantaz mit denen römischer Türme auf der Stadtmauer von Augusta Praetoria (Aosta) identisch sehen, was den Bau dieses Turms auf das 1. Jahrhundert v. Chr. datieren ließe.
Die Quellen sind sich über die Tatsache einig, dass der Turm im Mittelalter von der Adelsfamilie De Plantata oder De la Plantà bewohnt war, aber jüngere Quellen sagen aus, dass sie eher zwischen dem 14. und dem 15. Jahrhundert dort wohnten. In dieser Zeit wurde der Turm einer Nutzungsänderung unterzogen; man baute Wohngebäude und Gebäude für das Dienstpersonal an, ebenso wie einen Mauerring und einen funktionierenden Bauernhof, von denen aber nicht einmal Spuren erhalten sind.
Marie, der letzte Abkömmling der Familie De Plantata, vererbte das Anwesen Mitte des 16. Jahrhunderts an die Bardonanches. Diese Adelsfamilie aus dem Dauphiné wohnte anschließend etwa ein Jahrhundert in dem Turm.
Auf die Bardonanches folgte die Adelsfamilie de Vallaise, Mitglieder des Conseil des Commis, die dem Haus Savoyen und in zweiter Linie nur der mächtigen Adelsfamilie Challant treu ergeben waren.
Mitte des 19. Jahrhunderts kaufte Gaspard-Antoine Girodo, Kurator von Jovençan, den Turm. 1886 wurde er erneut verkauft, und zwar an die Impérial von Gressan, denen er heute noch gehört.

## Beschreibung
Der Turm präsentiert sich als massiger Steinbau mit quadratischem Grundriss, einer Seitenlänge von 10,5 Metern und einer Höhe von 14,5 Metern. Er hat drei Stockwerke, die Decken im Inneren sind eingestürzt.
An den ursprünglichen Baukörper war ein zentraler Turm angebaut, der heute nicht mehr sichtbar ist.

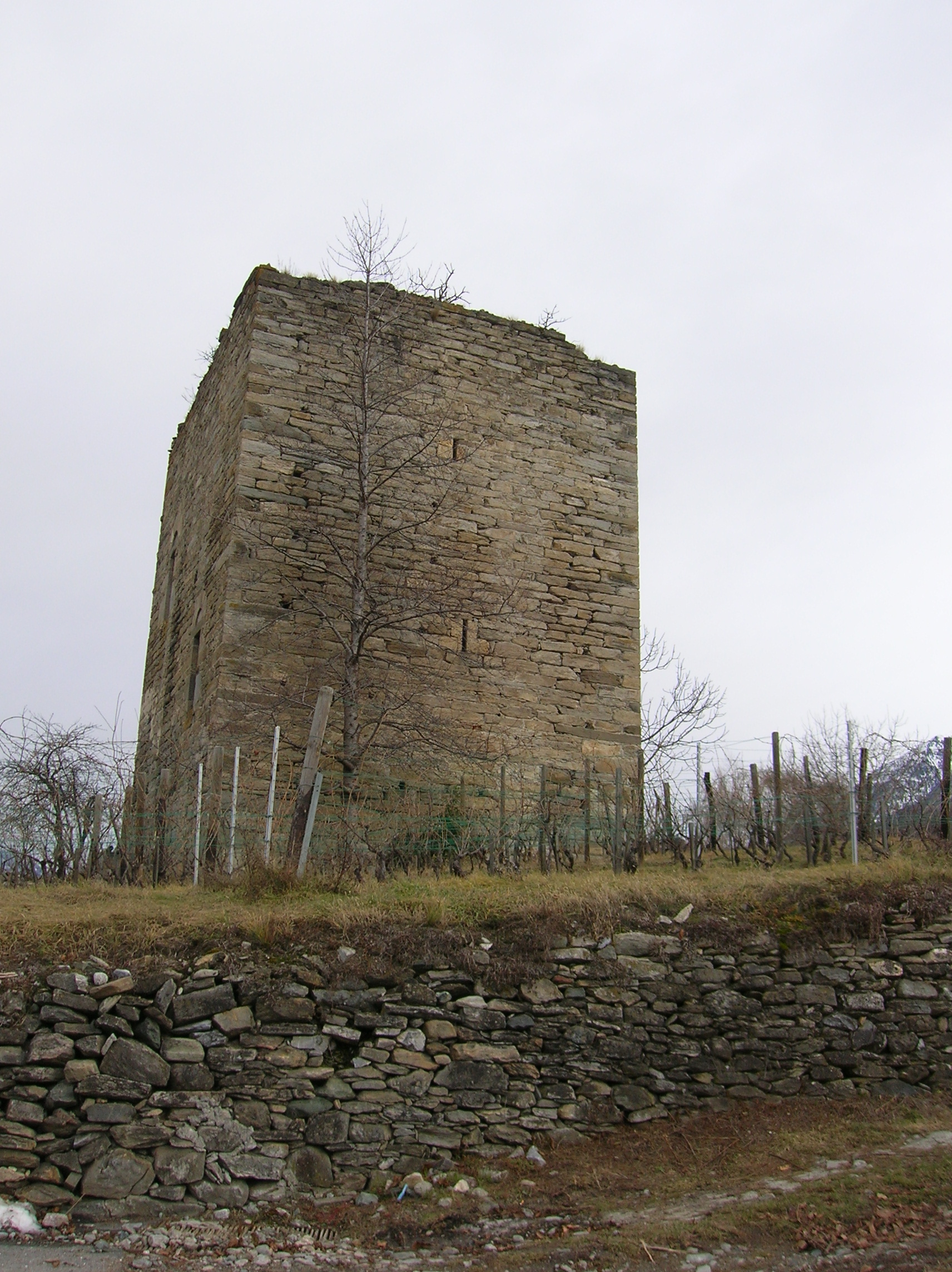
Nordwestseite des Turms

Der Turm besitzt keine Fenster, hat aber diverse Schießscharten auf den Ost-, West und Südseiten: Aus dem Inneren gesehen erscheinen sie gespreizt und bestehen aus Tuffkeilen mit einem halben Bogen.
Die Mauern haben eine Dicke von über 2 Metern: 2,6 Meter an der Basis und oben 2,15 Meter und sind noch heute lotrecht.
Auf der Nordseite hat der Turm zwei erhöht eingebaute Türen, eine 5 Meter über dem Erdboden im ersten Obergeschoss, die andere 8 Meter über dem Erdboden im 2. Obergeschoss: Der Einbau zweier erhöhter Türen, sicherlich in der Zeit des Baus des ursprünglichen Turms, ist einmalig im Aostatal und typisch für diese Art von Gebäude. Zusammen bilden die Türen oben ein blindes Tympanon, das aus einem steinernen Rundbogen besteht, während sich an der Mauer an ihren Basen Löcher für Stützbalken der beiden zeitgenössischen Holzbalkone öffnen, die heute verschwunden sind, vermutlich verbunden mit einer nicht zu entfernenden Holztreppe. Vom Balkon im zweiten Obergeschoss ging vermutlich eine zweite Holztreppe außen zum Wehrgang hinauf, die heute nicht mehr erhalten ist.
An der Basis des Turms bemerkt man auch eine Reihe von etwa 3 Meter hoch gelegenen Öffnungen, die vermutlich dazu dienten, Stützen für ein Dach aufzunehmen, die heute spurlos verschwunden sind. Es bleibt noch zu erforschen, wie sich die Gebäude und der Mauerring entwickelten, die die De Plantatas hinzufügen ließen, um den Turm in eine mittelalterliche Burg zu verwandeln.

Grundriss des Turms von 1938 (Carlo Nigra)

Laut Mauro Cortellazzo, der sich an Lange Guglielmo und dem Spezialisten für Burgen des Aostatals, André Zanotto, orientiert, zeigt der Turm La Plantaz viele Ähnlichkeiten mit dem Tour de l’Archet in Morgex, dem Turm Ville in Arnad und anderen Türmen im Aostatal: Die Mauern von beträchtlicher Dicke, die massige Struktur und die Technik des Baus, also der Einsatz von Sandwichmauern mit einem Kern aus Gussmauerwerk.

„Der Tour Malluquin in Courmayeur, der Tour de l’Archet in Morgex, die Burg Écours in La Salle, der Turm La Plantaz und der Turm des Heiligen Anselm in Gressan, der kürzlich entdeckte Turm im Schloss Fénis, der Turm Néran in Châtillon, der Turm Ville in Arnad und weitere zwei Türme in den Seitentälern, der Turm Vachéry in Étroubles und der Tour d’Hérères in Perloz. All diese Türme wurden an Stellen erbaut, die kein morphologisches Element besitzen, das die Verteidigung erleichtern könnte. Im Gegenteil: Die Wahl der flachen Standorte, offen und nicht immer in der Nähe von Straßen, erscheint klar. Alle diese zehn Bauwerke zeichnen sich durch die besondere Standortwahl aus.“

Für André Zanotto wäre dies die Motivation, die einige Gelehrte veranlasste, in dem Turm Ähnlichkeiten mit römischen Bauten zu sehen. Zanotto dagegen vertrat die Hypothese, dass die massiveren und perfektionierten Strukturen der Tatsache geschuldet seien, dass alle drei Türme auf ebenem Grund gebaut seien, also ohne natürlichen Schutz.